# Everything Now (canción)
«Everything Now» —en español: «Todo ahora»— es una canción de la banda de indie rock canadiense Arcade Fire. Fue lanzado el 1 de junio de 2017, como el primer sencillo del quinto álbum de estudio de la banda, Everything Now (2017). Fue producido por Thomas Bangalter, Steve Mackey y la banda en sí. La canción del sample «The Coffee Cola Song» de Francis Bebey. «Everything Now» es el primer hit número uno de Arcade Fire en una lista de Billboard.

## Lanzamiento
Antes de su lanzamiento oficial, se lanzaron avances para «Everything Now». El primer lanzamiento de la canción se produjo durante el festival Primavera Sound en Barcelona, España, el 31 de mayo de 2017. En el festival, un vinilo naranja de edición limitada se hizo a la venta en un puesto de mercadería. «Everything Now» actuó como el lado A y su instrumental actuaban como lado B. Las versiones digitales de la canción fueron lanzadas al día siguiente. El 9 de junio, el sencillo de 12" volvió a estar disponible en las tiendas de discos en Estados Unidos y Reino Unido.

## Video musical
Un video musical de «Everything Now» se lanzó el 1 de junio de 2017 a través de YouTube. Fue dirigido por The Sacred Egg y rodado en Los Ángeles.

## Lista de canciones
Lado A

| N.º | Título           | Duración |  |
| 1.  | «Everything Now» | 5:03     |  |

Lado B

| N.º | Título                          | Duración |  |
| 1.  | «Everything Now» (Instrumental) | 5:03     |  |

## Créditos y personal
Arcade Fire
- Win Butler – voz principal, bajo
- Régine Chassagne – piano, coros
- Richard Reed Parry – guitarra eléctrica, coros
- William Butler – teclados, coros
- Tim Kingsbury – guitarra acústica, coros
- Jeremy Gara – batería

Músicos adicionales
- Harmonistic Praise Crusade – coro
- Thomas Bangalter – sintetizador
- Rebecca Crenshaw – cuerdas
- Helen Gillet – cuerdas
- Owen Pallett – cuerdas, arreglos orquestales
- Sarah Neufeld – cuerdas
- Patrick Bebey – flauta[11]

Personal de grabación
- Thomas Bangalter – producción
- Steve Mackey – producción
- Arcade Fire – producción, mezcla
- Mark Lawson – ingeniería
- Iain Berryman – ingeniería
- Florian Lagatta – ingeniería
- Eric Heigle – ingeniería
- Max Prior – asistente de ingeniería
- Craig Silvey – mezcla
- Greg Calbi – masterización

## Posicionamiento en listas

### Listas semanales
| Listas (2017)                                      | Mejor posición |
| -------------------------------------------------- | -------------- |
| Argentina Anglo (Monitor Latino)                   | 16             |
| Bélgica (Flandes) (Ultratop 50)                    | 21             |
| Bélgica (Valonia) (Ultratop 50)                    | 20             |
| Canadá (Canadian Hot 100)                          | 70             |
| Canadá Rock (Billboard)                            | 19             |
| Francia (SNEP)                                     | 32             |
| Islandia (RÚV)                                     | 2              |
| Irlanda (IRMA)                                     | 71             |
| Países Bajos Single Tip (MegaCharts)               | 26             |
| Portugal (AFP)                                     | 68             |
| Escocia (Scottish Singles Sales Chart)             | 22             |
| España (Top 100 Canciones)                         | 21             |
| Suiza (Schweizer Hitparade)                        | 99             |
| Reino Unido (UK Singles Chart)                     | 50             |
| Estados Unidos (Alternative Airplay)               | 12             |
| Estados Unidos Adult Alternative Songs (Billboard) | 1              |
| Estados Unidos Hot Rock Songs (Billboard)          | 11             |

### Posición fin de año
| Listas (2017)               | Posición |
| --------------------------- | -------- |
| Bélgica (Ultratop Flanders) | 74       |
| Bélgica (Ultratop Wallonia) | 92       |

## Historial de lanzamientos
| País                       | Fecha              | Discográfica | Formato          | Catálogo no. |
| -------------------------- | ------------------ | ------------ | ---------------- | ------------ |
| España                     | 31 de mayo de 2017 | Columbia     | 12"              | 88985447841  |
| Todo el mundo              | 1 de junio de 2017 | Columbia     | Descarga digital |              |
| Estados Unidos Reino Unido | 9 de junio de 2017 | Columbia     | 12"              | 88985447841  |